# Tanjungbungin
Tanjungbungin is een bestuurslaag in het regentschap Karawang van de provincie West-Java, Indonesië. Tanjungbungin telt 2715 inwoners (volkstelling 2010).